# اللعبة 2: ليفل الوحش
اللعبة 2: ليفل الوحش مسلسل مصري، من بطولة شيكو وهشام ماجد ومن إخراج معتز التوني وهو الموسم الثاني من مسلسل اللعبة.

## قصة المسلسل
بعد نجاحهما في التخلص من "سمير"، يتلقى "وسيم" و"مازو" اتصالا جديدًا وبداية المستوى الجديد من اللعبة، حيث يخوض الثنائي العديد من التحديات ضمنها الفوز بقلب امرأة.

## طاقم العمل
- شيكو: وسيم الصريطي
- هشام ماجد: مازو / برهومة
- أحمد فتحي: سعدون
- محمد ثروت: جميل جمال
- مي كساب: شيماء
- ميرنا جميل: إسراء المدبولي
- رانيا يوسف: نسرين
- سامي مغاوري: بسيوني سمير - زوج شويكار
- عارفة عبد الرسول: شويكار - ام إسراء وشيماء
- ياسر أوتاكا: غريب البواب
- دعاء رجب: تهاني
- منى جمال: نبيلة
- حسن وائل: طفل - كريم ابن مازو
- نور رضا: طفل - اكرم ابن وسيم
- كنزي رماح: طفلة - كريمه ابنه وسيم
- بيومي فؤاد: مستر مالك - مالك الفندق
- ياسر الطوبجي: دكتور أيمن

## انظر ايضًا
- قائمة مسلسلات رمضان 2021
- اللعبة (مسلسل) - الجزء الأول